# Human (musikalbum av Death)
För musikalbumet av Brandy, se Human (musikalbum av Brandy)
Human är det amerikanska death metal-bandet Deaths fjärde studioalbum, utgivet den 22 oktober 1991. Detta album räknas till de grundläggande inom genren, och är också ett av de Death-album som sålt bäst, bland annat över 74 000 exemplar i USA.
Då de tidigare medlemmarna James Murphy, Terry Butler och Bill Andrews alla hade lämnat bandet rekryterade Chuck Schuldiner inför detta album basisten Steve DiGiorgio från Sadus samt Paul Masvidal på gitarr och Sean Reinert på trummor, båda från Miami-bandet Cynic. Efter inspelningen av skivan lämnade DiGiorgio åter bandet och ersattes av Skott Carino som turnerade med bandet 1991-1992. 
En video spelades in till låten "Lack of Comprehension". Instrumentalspåret "Cosmic Sea" ingår i temat till datorspelet Damage Incorporated från 1997.

## Låtförteckning
1. "Flattening of Emotions" (4:28)
2. "Suicide Machine" (4:19)
3. "Together as One" (4:06)
4. "Secret Face" (4:36)
5. "Lack of Comprehension" (3:39)
6. "See Through Dreams" (4:26)
7. "Cosmic Sea" (instrumental) (4:23)
8. "Vacant Planets" (3:48)

## Medverkande
Musiker (Death-medlemmar)
- Chuck Schuldiner – gitarr, sång
- Steve DiGiorgio – basgitarr
- Paul Masvidal – gitarr
- Sean Reinert – trummor

Bidragande musiker
- Scott Carino – basgitarr (spår 7)

Övriga medverkande
- Scott Burns – producent, ljudtekniker, ljudmix
- Chuck Schuldiner – producent, logo
- Mike Fuller – mastering
- David Bett – omslagsdesign
- René Miville – omslagskonst
- Tim Hubbard – foto